# Elena Jakovleva
Elena Alekseevna Jakovleva (in russo Елена Алексеевна Яковлева?; Novohrad-Volyns'kyj, 5 marzo 1961) è un'attrice russa.

## Filmografia parziale
- Plumbum - Un gioco pericoloso (Pljumbum, ili Opasnaja igra), regia di Vadim Abdrašitov (1986)
- Interdevočka, regia di Pëtr Todorovskij (1989)
- Čёrnyj kvadrat, regia di Jurij Moroz (1992)
- Ankor, eščё ankor!, regia di Pëtr Todorovskij (1992)
- Kakaja čudnaja igra, regia di Pëtr Todorovskij (1995)
- Retro vtroёm, regia di Pëtr Todorovskij (1998)
- Moj svodnyj brat Frankenštejn, regia di Valerij Todorovskij (2004)
- Ja ostajus', regia di Karen Oganesjan (2007)
- The Crew - Missione impossibile (Ėkipaž), regia di Nikolaj Lebedev (2016)
- The Last Warrior (Poslednij bogatyr'), regia di Dmitrij D'jačenko (2017)
- The Last Warrior - La spada magica (Poslednij bogatyr': Koren' zla), regia di Dmitrij D'jačenko (2021)
- The Last Warrior 3 (Posledniy bogatyr: Poslannik tmy), regia di Dmitrij D'jačenko (2021)

## Doppiatori italiani
Nelle versioni in italiano delle opere in cui ha recitato, Elena Jakovleva è stato doppiato da:
- Alessandra Cassioli in The Last Warrior, The Last Warrior - La spada magica

Da doppiatore è stato doppiato da:
- Ilaria Latini in Space Dogs